# Paraglomerales
Die Paraglomerales sind eine Ordnung der Pilze mit zurzeit (Stand Mai 2018) zwei Familien Paraglomeraceae und Pervetustaceae. Sie bilden stets eine Symbiose (Mycorrhiza) mit sehr vielen Pflanzen.

## Merkmale
Die Paraglomerales bilden im Boden und in den Pflanzenwurzeln unseptierte, beinahe durchsichtige oder sehr blasse Hyphen, sie ähneln sehr denen der Archaeosparaceae, unterscheiden sich aber in der Form der Sporen, die kugelig (glomoid) geformt sind. 
Innerhalb der Wurzelzellen werden Vesikel oder Arbuskel gebildet, wobei erstere nur selten und nur bei Paraglomus brasiliaum beobachtet wurden.
Von anderen Ordnungen der Glomeromycota unterscheiden sie sich genetisch: Sie besitzen die small subunit (SSU) rRNA Gensequenz GCGAAGCGTCATGGCCTTAACCGGCCGT, die der homologen Position 703 der Saccharomyces cerevisiae SSU rRNA Sequenz J01353 entspricht.

## Ökologie und Lebensweise
Die Pilze sind fast immer hypogäisch, d. h. im Boden wachsend. Sie bilden immer eine Mycorrhiza-Symbiose mit einer Vielzahl an Pflanzenarten. Sie liefern den Pflanzen Nährstoffe (v. a. Phosphor) und Wasser und erhalten ihrerseits einen Teil der durch die Photosynthese erzeugten Assimilate.

## Systematik
Die Paraglomerales bestanden bis 2017 nur aus einer einzigen Familie und einer einzigen Gattung mit nur drei derzeit bekannten Arten. Inzwischen gibt es 2 Familien mit drei Gattungen (Stand Mai 2018):
- Paraglomeraceae
  - Paraglomus
    - Paraglomus brasilianum
    - Paraglomus occultum
    - Paraglomus laccatum

  - Innospora mit einziger Art Innospora majewskii

- Pervetustaceae
  - Pervetustus mit einziger Art Pervetustus simplex